# Mia Talerico
Mia Talerico (n. 17 septembrie 2008) este o actriță americană, cunoscută pentru rolul lui Charlotte „Charlie” Duncan din serialul Disney Channel, Baftă, Charlie.

## Viața personală
Mia Talerico s-a născut în Santa Barbara, California, părinții ei fiind Chris și Claire Talerico. Chris s-a mutat în Santa Barbara în 1991, după obținerea unei diplome în managementul afacerilor.

## Filmografie
| Televiziune | Televiziune    | Televiziune    | Televiziune |
| An          | Serial         | Rol            | Note        |
| ----------- | -------------- | -------------- | ----------- |
| 2010-2014   | Baftă, Charlie | Charlie Duncan | Rol major   |

## Legături externe
- Mia Talerico, flickr.com